# كهف بون دارك
كهف بون دارك (بالفرنسية: Caverne du Pont-d'Arc)‏ هو كهف مطابق لكهف شوفيه في بلدية فالون بون دارك التابعة لأقليم الأرديش في فرنسا، بدأ البناء في أكتوبر عام 2012 وأفتتح الكهف في عام 2015.
تبلغ مساحة أرضية الكهف 3500 متر مربع (38000 قدم مربع) أما مساحة الجدران فتبلغ 8180 مترًا مربعًا (88000 قدم مربع) مما يجعله أكبر كهف مزخرف في العالم.